# Конкорданс
Конкорда́нс, также конкорда́нция (от лат. concordia «согласие») или симфо́ния (др.-греч. συμφωνία «созвучие») — книга, в которой собраны из одного или нескольких сочинений места, состоящие из одних и тех же слов — конкорданция слов, или содержащие один и тот же смысл — реальная конкорданция. В лингвистике конкорданс это список всех употреблений заданного языкового выражения.
Примеры некоторых конкорданций, составленных в XIX веке:
- Флюгель — к Корану (издана в Лейпциге, 1842);
- Коуден-Клерк — к Шекспиру (Лондон, 1881);
- Ломлер — к сочинениям Лютера (Дармштадт, 1827—1829).

## Библейские симфонии
Библейские симфонии, или конкорданции — это собрание в алфавитном порядке всех встречающихся в Священном Писании слов, выражений и фраз с указанием места, где они находятся. Параллельные места священных книг тщательно подыскивались и собирались ещё отцами церкви. Цитатами этого рода изобилуют их произведения, являющиеся по некоторым (частным, конечно) догматическим и нравоучительным вопросам своего рода предметными конкорданциями — сводкой мест из всех священных книг, комментирующих известное положение.
Первая, собственно конкорданция, однако, появилась в начале XIII века на латинском языке. Зачинателем в этом деле явился Антоний Падуанский (1195—1231), с именем которого известно сочинение под заглавием «Concordantiae morales sacrae scripturae» («Нравственная конкорданция Священного Писания»). Это была своего рода предметная конкорданция. В ней автор, сообразно с общим направлением своего мировоззрения, выбрал из Библии тексты (с параллельными цитатами к ним) только по нравственным вопросам.
Вслед за ней (около 1230 года) появилась конкорданция к Вульгате Гуго де Сен-Шера (умер в 1262 г.), первого кардинала доминиканского монастыря святого Иакова в Париже. Сам он выработал только план конкорданции, а для составления её воспользовался, как говорят[кто?], услугами 500 доминиканцев, собратий своего монастыря. Очевидно, по месту своего составления она называлась Concordantiae Sancti Jacobi, а по исполнению Concordantiae breves, так как имела при цитируемых словах одни только указания, цитаты где они находятся, или откуда взяты, без приведения самих параллельных текстов. В последующее время эта конкорданция несколько раз исправлялась. Так, около 1250 года три англичанина из монастыря Иакова в Париже — Иоанн (Джон из Дарлингтона), Ричард (из Ставенесби) и Гуго (из Кройдона) — дополнили конкорданцию Сен-Шера приведением к цитатам параллельных текстов и назвали её английской, или большой. Арлотто (Arlotto) из Прато (в Тоскании), бывший с 1285 года генералом францисканского ордена, ещё более усовершенствовал конкорданцию Гуго де Сен-Шера. Конрад из Германии (из Хальберштадта), доминиканец, дополнил её введением несклоняемых частиц.
Лишь в XVI в. появились греческие симфонии к переводу Септуагинты и к Новому Завету. К Септуагинте первую дошедшую до нас конкорданцию составил Сикст Бирк (Базель, 1546). За ней последовали конкорданции, составленные К. Кирхером (Франкфурт-на-Майне, 1607), Эразмом Шмидом (1638), А. Троммиусом (Амстердам, 1718), Александром Крюденом (изд. 1737, 1761, 1769), Юлиусом Фюрстом (Лпц., 1840), Бернгардом Бером (Штет., 1861), Брудером (Лпц., 1842; нов. изд. 1889) и Шмоллером (сокращён., Штутг., 1869; 3 изд., 1890). Наиболее известной стала конкорданция, составленная Э. Хэтчем и Х. А. Редпатом (Оксфорд, 1897—1906).
Конкорданции составлены почти ко всем переводам Библии на живые языки. К Лютерову переводу Библии наиболее употребительная конкорданция — Фридриха Ланкиша (Лейпциг, 1677); для целей гомилетических составлены конкорданции Г. Бюхнера (Иена, 1757; 22 изд., Брауншвейг, 1894), Ф. И. Бернгарда (Лейпциг, 1850; 7 изд., 1887) и «Kalwer Bibelkonkordanz» (Кальв, 1892). Первую конкорданцию к английскому переводу Библии составил Дж. Марбек (Лондон, 1550).
Первую еврейскую конкорданцию составил рабби Исаак Натан (в 1438 г.).
В русской старой печати симфония появилась довольно поздно и притом в отрывках. Первой по времени является симфония на Псалмы, составленная Антиохом Кантемиром (1727 г.; след. издания в 1821 и 1855 г.); симфония на Четвероевангелие и Деяния — составлена Иваном Ильинским и выдержала три издания (1737, 1761, 1821); симфония Андрея Богданова на Послания и Апокалипсис имела два издания (1737, 1821). В XIX в. появляются симфония на ветхозаветные книги, хотя и не все:
- «Симфония на Моисеево Пятикнижие, составленная разными лицами под наблюдением архангельского и холмогорского епископа Парфения» (М., 1823),
- «Симфония на книги Иова, Притчей Соломоних, Екклесиаста, Песнь Песней, Премудрости Соломона и Иисуса сына Сирахова» (М., 1825),
- «Симфония на книги святых пророков: Исайи, Иеремии (сюда входят ещё две книги Плач и Послание) и Варуха» (М., 1826);
- «Симфония на книги святых пророков: Иезекииля, Даниила, Осии, Иоиля, Амоса, Авдия, Ионы, Михеа, Наума, Аввакума, Софониа, Аггеа, Захарии и Малахии» (М., 1826).

Присоединяя сюда упомянутую симфонию Кантемира на Псалмы, найдем, что Симфония или конкорданция составлены к 31 из 50-ти ветхозаветных книг.
- Княгиня Барятинская составила «Симфонию или согласие на Новый Завет» (по русскому синодальному переводу, Варш., 1874; нов. изд. 1882).
- В 1773 г. была издана «Симфония избранная», представляющая в алфавитном порядке места и примеры, извлеченные из Св. Писания.

К числу симфоний следует также отнести составленный П. Гильтебрандтом «Справочный и объяснительный словарь к Новому Завету» (по славянскому тексту синодального издания 1862 г., СПб., 1882—85), который даёт также объяснение слов и греко-латинский перевод; того же автора — «Справочный и объяснительный словарь к Псалтири» (СПб., 1898).
К русскому синодальному переводу существуют две симфонии:
- в издании А. П. Лопухина — «Симфония на Ветхий и Новый Завет» (СПб., 1900);
- дьякона Иоанна Вуколовича Смолина — «Симфония на Новый и Ветхий Завет с общими миссионерскими параллелями» (изд. журн. МОбр, СПб., 1906).

В 1996 году христианским обществом «Библия для всех» в Санкт-Петербурге была издана «Полная симфония» Библии. В неё вошли все слова из канонических книг русского Синодального перевода. При дальнейшей работе в 2003 году в эту симфонию была включена индексация еврейских и греческих слов из Симфонии Стронга. Там же в 2000 году вышла отдельным изданием полная симфония на неканонические книги Синодального перевода Библии (включая переведенные с греческого части канонических книг).
Благодаря номерам из Симфонии Стронга появилась возможность делать переводы библейских симфоний с одного языка на другой. Так, русская симфония на 30000 слов в Новой учебной Библии Томпсона (La Buona Novella Inc, 2010) была переведена с симфонии из английской Библии Томпсона (The New Thompson Study Bible, La Buona Novella Inc. & B.B.Kirkbride Bible Company, Inc., 2006). В процессе подготовки русского текста симфонии устанавливалось, какому конкретно еврейскому/греческому слову соответствуют слова из английской симфонии, а затем брались их эквиваленты из соответствующего стиха Синодального перевода.
Издательством Московской патриархии подготовлено пятитомное издание «Симфонии, или Словаря-указателя к Священному Писанию Ветхого и Нового Завета» (5-й том — 2010 год), с включением большого объёма дополнительных лексических и этимологических материалов.